# Haliotis fulgens
Haliotis fulgens is een slakkensoort uit de familie van de Haliotidae. De wetenschappelijke naam van de soort is voor het eerst geldig gepubliceerd in 1845 door Philippi.

## Kenmerken
Haliotis fulgens kan een grootte bereiken van 200 mm. Hij heeft een ovale vorm met grove, afgeplatte straalsgewijs verlopende ribbels. Hij heeft vijf of zes open gaatjes en een centraal spierlitteken. De buitenkant van zijn schelp is tamelijk dofbruin en de binnenkant is prachtig iriserend blauwgroen, goud en donkerbruin op zilver.

## Verspreiding
Haliotis fulgens komt voor in de kust van Californië en Zuid-Californië.

## Relatie tot de mens
Het dier wordt bevist voor handelsdoeleinden, maar mag alleen worden meegenomen als hij een grootte heeft van 160 mm of meer.